# Auguste Cadot
Auguste Cadot (Francia, 28 de julio de 2001) es un jugador profesional francés de rugby que se desempeña en la posición de centro interior en Montpellier Hérault Rugby, equipo perteneciente a la liga Top 14.

## Carrera
Cadot es un jugador de formación francesa (JIFF). Comenzó su carrera deportiva con el equipo Racing Club Chagny, en el cual jugó ocho temporadas (2007-2015), después pasó a CS Beaune (2015-2019), luego a Biarritz Olympique Pays Basque (2019-2023), posteriormente a Montpellier Hérault Rugby, donde lleva jugando una temporada.